# غران تشاكو
غران تشاكو أو سهل غران تشاكو منطقة حارة وشبه قاحلة وذات كثافة سكانية منخفضة. مقسمة بين شرق بوليفيا، باراغواي وشمال الأرجنتين وجزء من ولايتي ماتو غروسو وماتو غروسو دو سول البرازيليتين، حيث تتصل بمنطقة بانتانال.